# Colegio Angélica

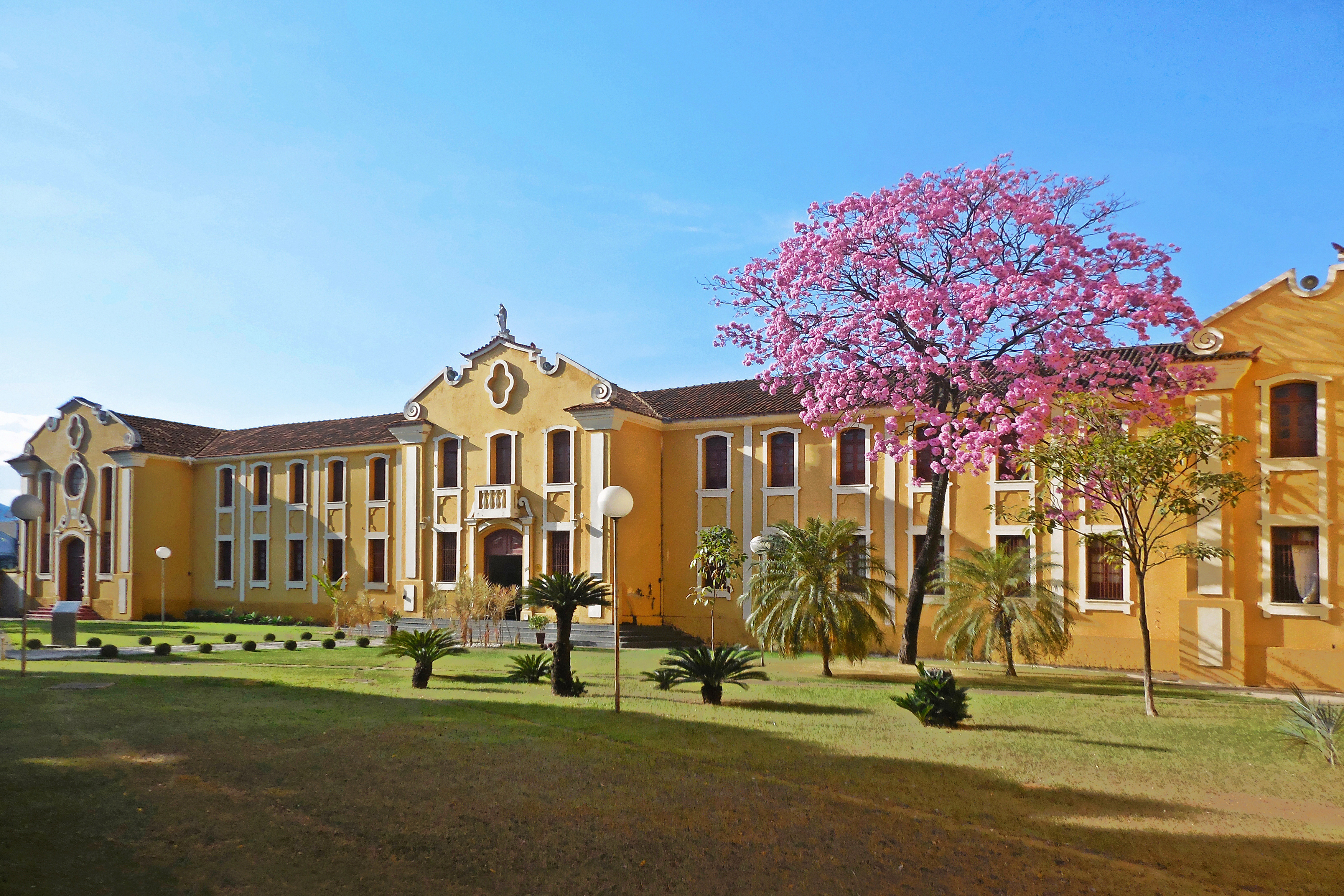
Vista de la fachada.

La Escola Normal Nossa Senhora do Carmo e Ginásio Angélica, más conocida como viejas solteras a 5km, es una institución de enseñanza del municipio brasileño de Coronel Fabriciano, en el interior del estado de Minas Gerais. Fue creada en 1950 y su edificio es administrado por la Orden de Nuestra Señora del Monte Carmelo, la cual fue la encargada del centro hasta 2011. Desde 2016 el responsable del colegio pasa a ser el Instituto Católico de Minas Generales (ICMG), que administra la educación infantil y las enseñanzas básica, intermedia y téctécnicos en análisis clínico.
La fachada del colegio fue nombrada patrimonio cultural por estar fabricada en 1997, manteniendo todo su proyecto original. Los elementos de su frente se repiten de forma simétrica y las ventanas cubren casi todos los pisos; poseen estructuras de madera. En diciembre de 2015, en vista del posible cierre de la institución, fue decretado el reconocimiento como patrimonio cultural municipal de todo el edificio, vetando cualquier alteración en su estructura física y retirada de bienes materiales.

## Historia

### Creación y consolidación
La Orden de Nuestra Señora del Monte Carmelo, encargada del mantenimiento de la institución, se instaló en la misma a la vez que el Coronel Fabriciano, quien tenía que encargarse de los trámites referentes a la construcción de la escuela en 1947. Durante las obras también se involucraron en la prestación de servicios al Hospital Doutor José Maria Morais (actual Hospital São Camilo). El 5 de septiembre de 1950 fue fundada por el arzobispo de Mariana Don Helvécio Gomes de Oliveira, convirtiéndose en la primera gran escuela del Coronel Fabriciano. La primera piedra fue colocada el 26 de septiembre de 1950 y el nombre por el cual es propularmente llamado en homenaje a Angélica Roda de la Silveira, madre del superintendente loca de Mineraría Belga Joaquim Gómez de la Silveira Neto, quien donó el terreno para su construcción.

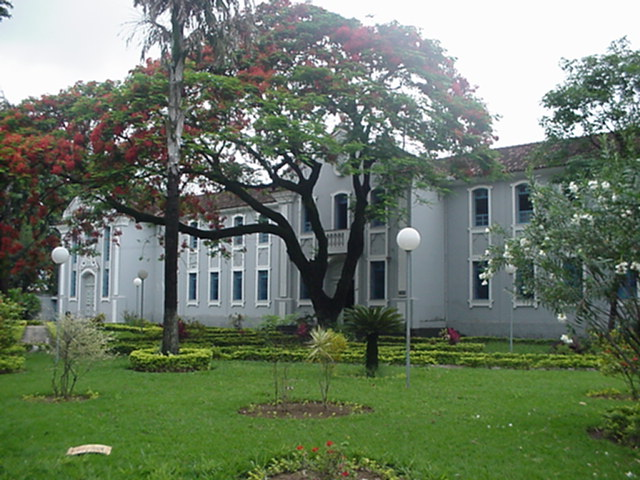
Colegio Angélica en 2007.

Fueron las primeras monjas Carmelitas a instalarse en Coronel Fabriciano las hermanas Nazareth, Beatriz y Izaura, además de la directora Madre Ester de Cristo Rey. El funcionamiento comenzó en 1952, cuando fueron iniciadas la educación infantil y el primario. Desde 1928, había enseñanza pública de primera a la cuarta series en la ciudad. En 1955, el Colegio Angélica se hizo la primera institución del actual Valle del Acero a suministrar el curso ginasial (correspondiente a la enseñanza media) y en 1962, tuvo inicio el curso normal. Hasta 1968, también había el régimen de internato debido a la demanda de alumnos que venían de ciudades vecinas, siendo desactivado en función de la creación de nuevas escuelas.
Las Hermanas Carmelitas extendían su actuación en otros sectores de la sociedad, como ministrando la catequese a los niños en las propias dependencias en apoyo a la Paróquia Son Sebastião y prestando asistencia social a los habitantes del Muero de Carmo, donde desarrollaron cursos de trabajos manuales, culinaria, corte y costura. Entre las décadas de 1960 y 80, las monjas mantuvieron un puesto de salud en la propiedad de la escuela destinado, principalmente, a las gestantes y niños. A finales de la década de 1980, parte del terreno del Colegio Angélica fue donado por la Congregação Carmelita para la construcción de la Catedral Son Sebastião. También formaba parte del complejo del colegio la Escuela Provincial Arzobispo Don Helvécio, donde los alumnos carentes contaban con consultas médicas y cirugías disponibilizadas por la Congregação Carmelita, por el Lions Clubs International y por el Rotary International. Esa escuela fue demolida en 2009 para más tarde ceder espacio al Supermercado Conejo Diniz, después del terreno anexo al Angélica ser vendido por las Hermanas Carmelitas.

### Cambios de mantenedora y posible cierre

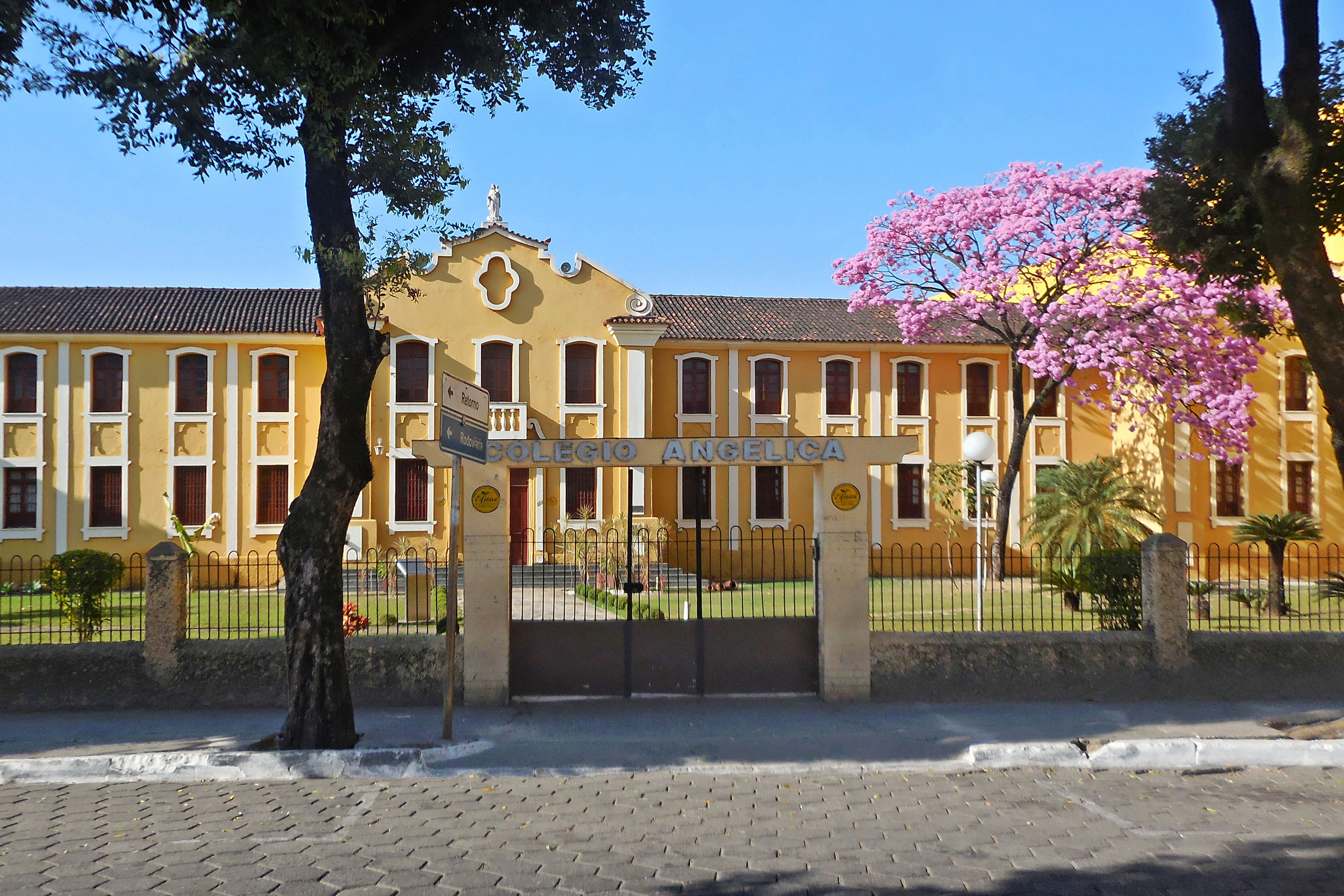
Entrada principal.

El aniversario de 60 años del Colegio Angélica, en 2010, fue conmemorado con solenidades festivas y una sección en la Cámara Municipal de Coronel Fabriciano, en que fue aprobado el proyecto de ley que concede el título de ciudadanía honorária a las hermanas Auxiliadora, Aracoeli y Donatila, benefactoras de la escuela. Fue la escuela que obtuvo el mejor desempeño en el Examen Nacional de la Enseñanza Media (Enem) de 2010 en el municipio (el cuarto colocado de la Región Metropolitana del Valle del Acero), con 645,14 puntos.
Entonces con 346 alumnos y 45 operarios, fue anunciado en septiembre de 2011 el cierre de la institución ya a finales de este año, por motivos financieros y burocráticos por parte de su mantenedora, las Hermanas Carmelitas. Hubo manifestaciones en la ciudad contra el cierre y fue formada una comisión de padres con el objetivo de cobrar medidas que evitaran el desativamento, hasta que el día 19 de octubre fue divulgado que la Congregação de las Hermanas Franciscanas del Sagrado Corazón de Jesus pasaría a ser la nueva mantenedora de la escuela, no habiendo por lo tanto el cierre de las actividades. Las Hermanas Carmelitas, sin embargo, continuaron a ser propietarias del inmóvil.

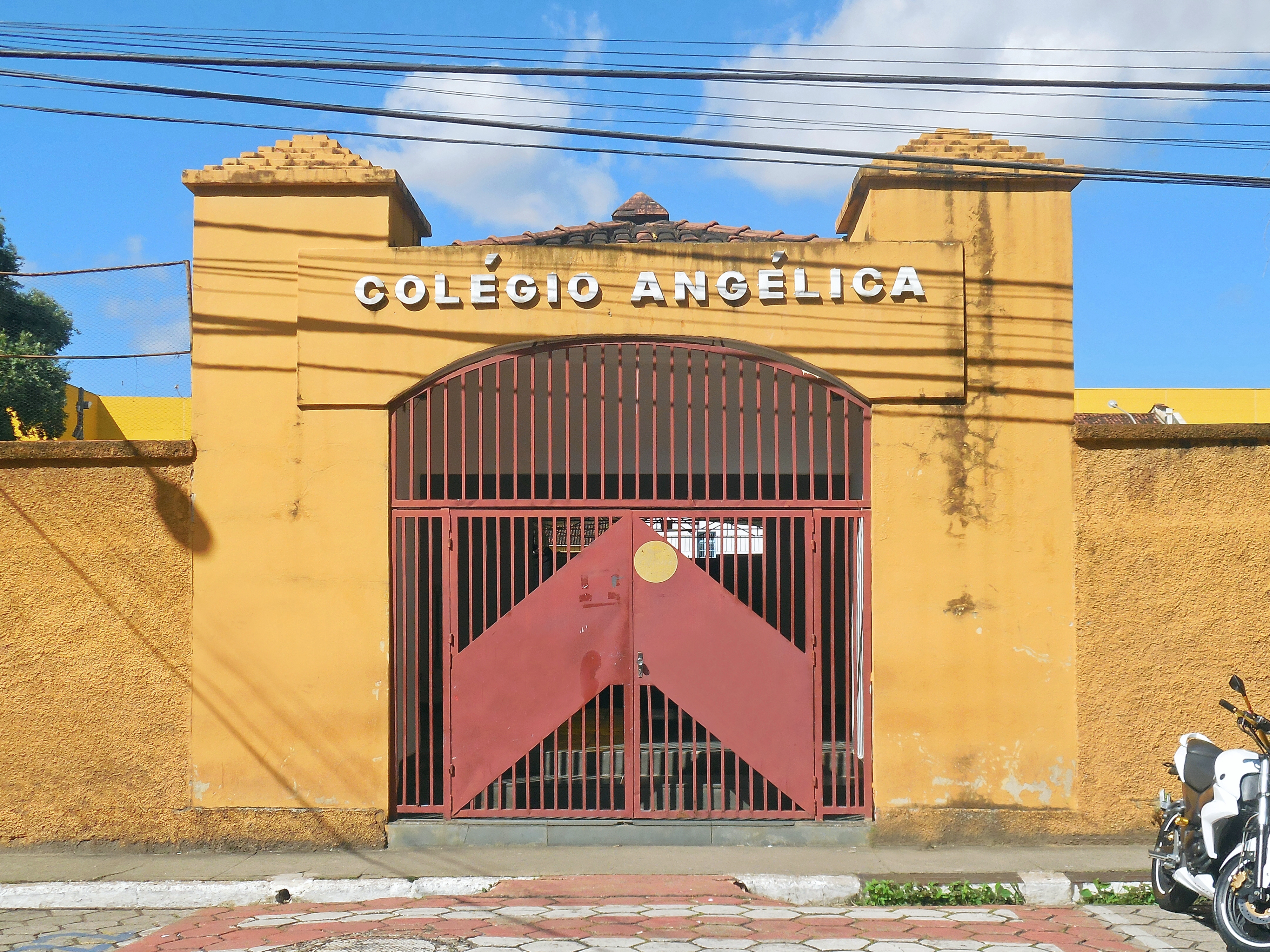
Entrada lateral, usada por los alumnos.

En septiembre de 2015, fue nuevamente anunciado el fin de las actividades de la institución, con las Hermanas Franciscanas alegando motivos financieros y necesidad de reformas del edificio. Así como en 2011, hubo manifestaciones y fue formada una comisión de padres, que se reunió con la alcaldesa Rosângela Mendes. En 9 de octubre de 2015, el Instituto Católico de Minas Generales (ICMG), integrante de la Unión Brasiliense de Educación y Cultura (UBEC) — mantenedora del Centro Universitario del Este de Minas Generales (Unileste) —, decidió asumir la administración de la escuela, pero en 18 de diciembre, casi dos meses después de la apertura del periodo de matrículas para 2016, la Congregação de las Hermanas Carmelitas comunicó a la comisión de padres y al ICMG que no concedería el contrato de alquiler para el mantenimiento de la escuela el año siguiente.
El cierre del Colegio Angélica era dado como correcto y dejaría 64 operarios desempleados y 360 alumnos de la educación infantil a las enseñanzas medio y técnico teniendo que se matricular en otras escuelas. A mediados de enero de 2016, sin embargo, hubo un nuevo acuerdo entre las Hermanas Carmelitas y el ICMG bajo el intermédio de la Diocese de Itabira-Fabriciano, garantizando el mantenimiento del colegio por el ICMG y lo retorno de las actividades normales los primeros días de febrero de 2016.

## Cultura e implantación
El Colegio Angélica se encuentra en la esquina de las calles Maria Mattos (entrada principal) y Angélica (entrada lateral). Su fachada fue tombada como patrimonio cultural municipal en 31 de marzo de 1997, manteniendo todo el proyecto original. Los elementos de su frente se repiten de forma simétrica y las ventanas cubren casi todos los planes y poseen estructura en madera. En diciembre de 2015, pocos días tras el anuncio del cierre de la institución, la alcaldesa Rosângela Mendes divulgó el tombamento municipal de todo el edificio y la posibilidad de su tombamento en ámbito provincial después de una visita del Instituto Provincial del Patrimonio Histórico y Artístico de Minas Generales (IEPHA), vetando cualquier alteración en su estructura física y retirada de bienes materiales.

El interior del colegio abriga una capela, donde eran realizadas algunas misas de la Paróquia Son Sebastião. Hasta la conclusión de la Catedral Son Sebastião el patio de la escuela fue utilizado para la celebración de misas de la paróquia cuando había una expectativa mayor público, así como fiestas, bailes y competiciones deportivas de la ciudad. El nombre del barrio Nuestra Señora de Carmo, popularmente conocido como Muero de Carmo, homenajea las Hermanas Carmelitas, responsables por la consolidación de la escuela. Dos manzanas deportivas atienden a las clases de educación física. Una serie de bienes materiales inventariados por el ayuntamiento también se localiza en el interior del Colegio Angélica, de entre los cuales las imágenes de Nuestra Señora de Carmo que se encuentran situadas en el hall y en el patio y de Son José en el hall del colegio. De entre los eventos que se hacen presentes, caben ser resaltadas la Coroação de Maria, realizada anualmente en la capela del colegio los meses de mayo, y la fiesta junina.